# Salacia spectabilis
Salacia spectabilis är en benvedsväxtart som beskrevs av Albert Charles Smith. Salacia spectabilis ingår i släktet Salacia och familjen Celastraceae. Inga underarter finns listade.